# Дарфельд (замок)
Дарфельд нем. Wasserschloss Darfeld — бывший средневековый замок, а ныне крупный дворцово-замковый комплекс в поселении Дарфельд в коммуне Розендаль в районе Косфельд в земле Северный Рейн-Вестфалия, Германия. Относится в типу замков на воде. Серьёзно пострадал поврежден во время пожара 1899 года, но был восстановлен в 1902–1904 годах. Со времён масштабной реконструкции 1612–1618 годов сохранил часть ценных фасадов в стиле маньеризма.

## История

### Ранний период
Первыми владельцами, а, вероятно, и основателями укреплённого строения считаются рыцари рода фон Дарфельд. Упоминания о них неоднократно встречаются в документах, которые датируются периодом между 1092 и 1290 годами. Судя по всему, рыцари фон Дарфельд являлись министериалами Мюнстерского княжества-епископства. Однако ряд исследователей считает, что укреплённая рыцарская усадьба  могло существовать в самой деревне Дарфельд. Ведь водный замок Дарфельд расположен не очень-то близко к поселению, а достоверных упоминаний о нём до 1500 года не имеется.

### После 1500 года

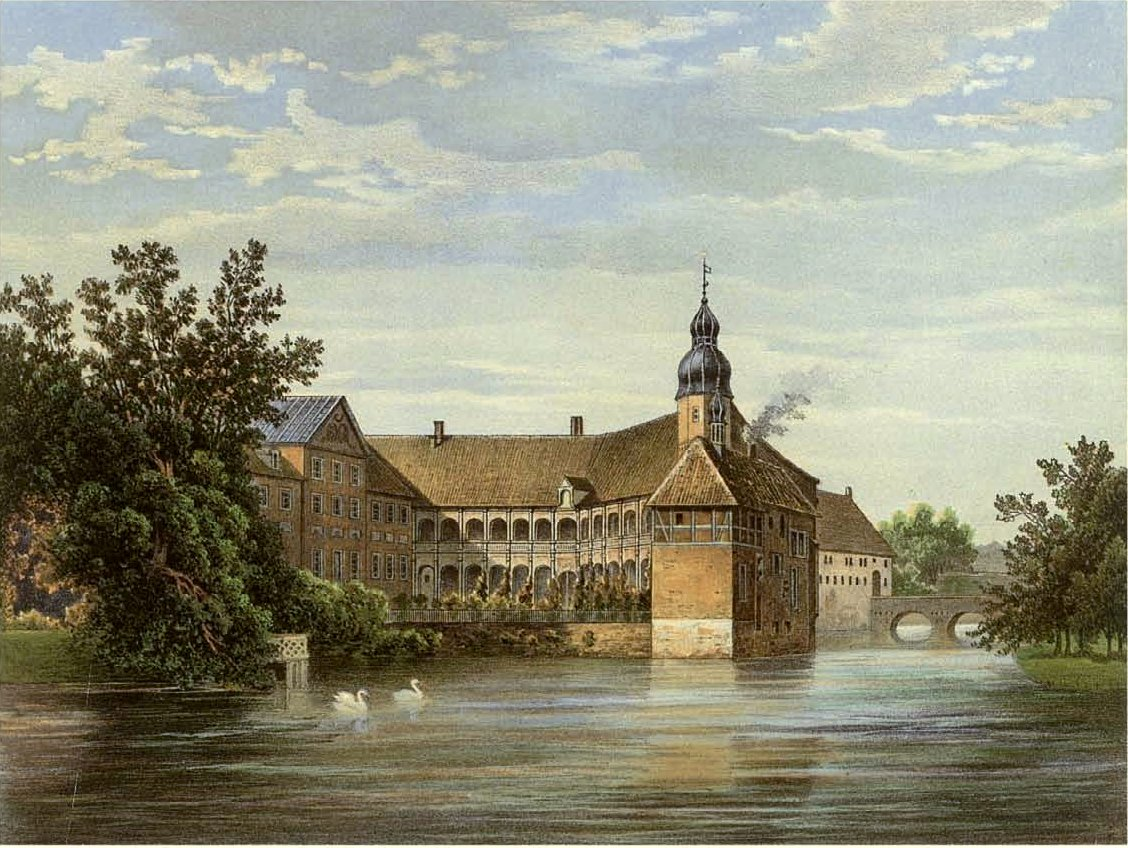
Замок на рисунке 1860 года

В 1553 году резиденция принадлежала знатной семье фон Вёрден. Йобст фон Вёрден построил на месте нынешнего замка свою резиденцию. Но детальной информации о сооружении того периода не сохранилось. Ему наследовал Иоганн Генрих, который стал известен как настоятель кафедрального собора в Мюнстере. Затем в 1651 году через покупку имение оказалось в собственности графа Адриана фон Флодорф.
Граф Адриан фон Флодорф вступил в серьёзный конфликт с князь-епископом Мюнстера Кристофом Бернхардом фон Гален. Этот спор даже оказал негативное влияние на отношения Мюнстерского княжества-епископства с Республикой Соединённых провинций (Нидерландами). Из-за конфликта, а также из-за того, что граф отказался платить епископу дополнительные средства, замок Дарфельд сначала фомально вернулся в собственность продавца, а фактически остался с 1659 года во владении Кристофа Бернхарда, как феодального сюзерена. И только в 1679 году Дитрих Людольф из линии фон Гален цу Эрмелингхоф сумел выкупить замок в пользу рода фон Флодорф.
В 1680 году поместье купил Госвин Дросте цу Фишеринг. Позднее он же постепенно выкупил о окрестные владения. После его смерти в 1690 году владения перешли в собственность семьи Дросте цу Фишеринг. Всё это очень пригодилось роду фон Дросте, чьи представители заняли кафедру епископов епархии Мюнстера (причём передавали эту должность по наследству). Замок Дарфельд, по сути, стал их штаб-квартирой. И поныне здесь проживают графы фон Дросте.

## Описание замка
При этом расположен на высоте 95 метров над уровнем моря. Дворцовый комплекс состоит из главного замка и внешнего замка (форбурга). Обе части находятся на искусственных островах, которые возникли после строительства дамб и запруд на ручье Мюленбах. Судя по всему, плотины существовали много сотен лет. Однако ведутся споры о том, для чего именно. Ряд исследователей считает, что для строительства водного замка уже в XI веке, а другие, что только для создания водяной мельницы. 
В главный замок можно попасть через два моста. Причём ранее имелся только один из них, а именно тот, который построен из форбурга. 
Подобный тип замков, у которых важную оборонительную роль играют искусственно созданные водные преграды, очень распространены в данном регионе. В частности по аналогичному принципу создан расположенный в 17 км к северу замок Бургштайнфурт. 
Первоначальные оборонительные постройки на двух островах практически полностью исчезли из-за строительства просторных жилых зданий. Только чудом сохранившаяся крупная угловая башня может напоминать о прежних фортификационных сооружениях.
Вне островов были расположены важные хозяйственные постройки. Главные из них — это два крупных симметричных здания, которые образовывали внешний двор комплекса. С северной стороны двор замыкает фахверковый дом с парадными воротами, домик лесника и мельница. Замковый парк расположен к югу от главных зданий.

### Описание главного замка
Главный замок включает в себя здание резиденции, галереи и часовню.

#### Резиденция
Современное господское здание было перестроено в 1902–1904 годах. Проект подготовил архитектор Герман Шедтлер. Глобальная реконструкция стала вынужденной мерой для владельцев замка после грандиозного пожара 1899 года. Как и многие из работ Шедтлера, здание построено в стиле от неоренессанса. При этом архитектор смог сохранить ряд важных фрагментов прежнего комплекса. В частности, внешнюю угловую башню на юго-западе. В 1904 году было построено поперечное крыло, которое замкнуло внутренний двор с северной стороны. Но в 1968 году в ходе очередной реконструкции его снесли.

#### Галерея
Строительство галереи началось в 1612 году по проекту архитектора Герхарда Грёнингера. Основные работы завершились в 1618 году. Об этом свидетельствует надпись на воротах во внутреннем дворе галереи. Однако строительство завершал не Грёнингер, так как заказчик проекта, Йобст фон Вёрден, обнаружил существенные недостатки в процессе строительства. 
Нынешнее двухэтажное здание является реконструкцией предыдущего. В прежнее сооружение и вёл подъёмный мост (от которого сохранилась подъёмная рама).
Фасад этой части комплекса со стороны внутреннего двора чудом сохранился. Его главная особенность — две галереи, расположенные друг над другом: одна с колоннами с ионическими капителями, а вторая (верхняя) с более изящными с коринфским. В целом верхний этаж оформлен более изысканно, чем цокольный. Высокие постаменты колонн на первом этаже гладкие, а на верхнем — богато украшенные. При этом двускатная крыша и балюстрады были добавлены только после 1899 года. Остекление верхнего этажа также было выполнено во время реконструкции.

#### Часовня
Часовня вплотную примыкает к галерее. Она посвящена святому Антонию Падуанскому. Её спроектировал архитектор Хильгер Хертель Старший. Нынешняя часовня построена в 1873 году в неороманском стиле на месте бывшего фахверкового дома.

### Форбург
На месте бывшего форбурга возведены два двухэтажных жилых здания. Материалом для их строительства служил песчаник. Причём эти здания почти целиком заняли площадь острова. На фасаде сохранились гербы родов фон Дросте цу Фишеринг (слева), и фон Гален (справа). На арке ворот есть латинская надпись: In te Domine speravi, non confundar in aeternum (последние строки Te Deum).

### Замковый парк
К югу от основных зданий расположен парк, который переходит в настоящий лес. Собственно парк — это ухоженный ландшафтный сад, который включает пруды, кустарники и отдельно стоящие деревья. Здесь сохранились и скульптуры, которые установили, когда создавали комплекса в стиле барокко.
В конце парка находится домик лесника, который прежние владельцы решила именовать Антуанеттенбург. Он построен в 1757 году и первоначально здесь проживал садовник-француз. Кирпичное здание построено из тесаного камня и имеет шатровую мансардную крышу.

## Предназначение и статус замка
Замок Дарфельд в разные эпохи выполнял совершенно разные функции. 
1050-1550
- Небольшая резиденция рыцарей рода Дарфельд.

1550-1690
- Поместье епископства Мюнстера. Вассал имел право присутствовать в государственном собрании. Резиденция владельца поместья Дарфельд.

1690–1802
- Резиденция владельцев имения Дарфельд. Поместье епископства Мюнстер. Официальная резиденция епископа. Резиденция семьи фон Дросте унд Фишеринг.

1802-1830
- Резиденция семьи фон Дросте унд Фишеринге

1830–1886
- Резиденция семьи фон Дросте унд Фишеринг. Усадьба Вестфальской провинции.

1887-1942
- Резиденция семьи фон Дросте унд Фишеринг.

1942-1963
- Комплекс использовался для нужд Вермахта. Позднее здесь размещался детский дом и приют для сирот. Некоторое время в комплексе проживали семьи беженцев из Пруссии и других земель, откуда этнические немцы оказались изгнаны после Второй мировой войны (до 1968 года)

с 1963 по настоящее время
- Резиденция семьи фон Дросте унд Фишеринг

## Галерея

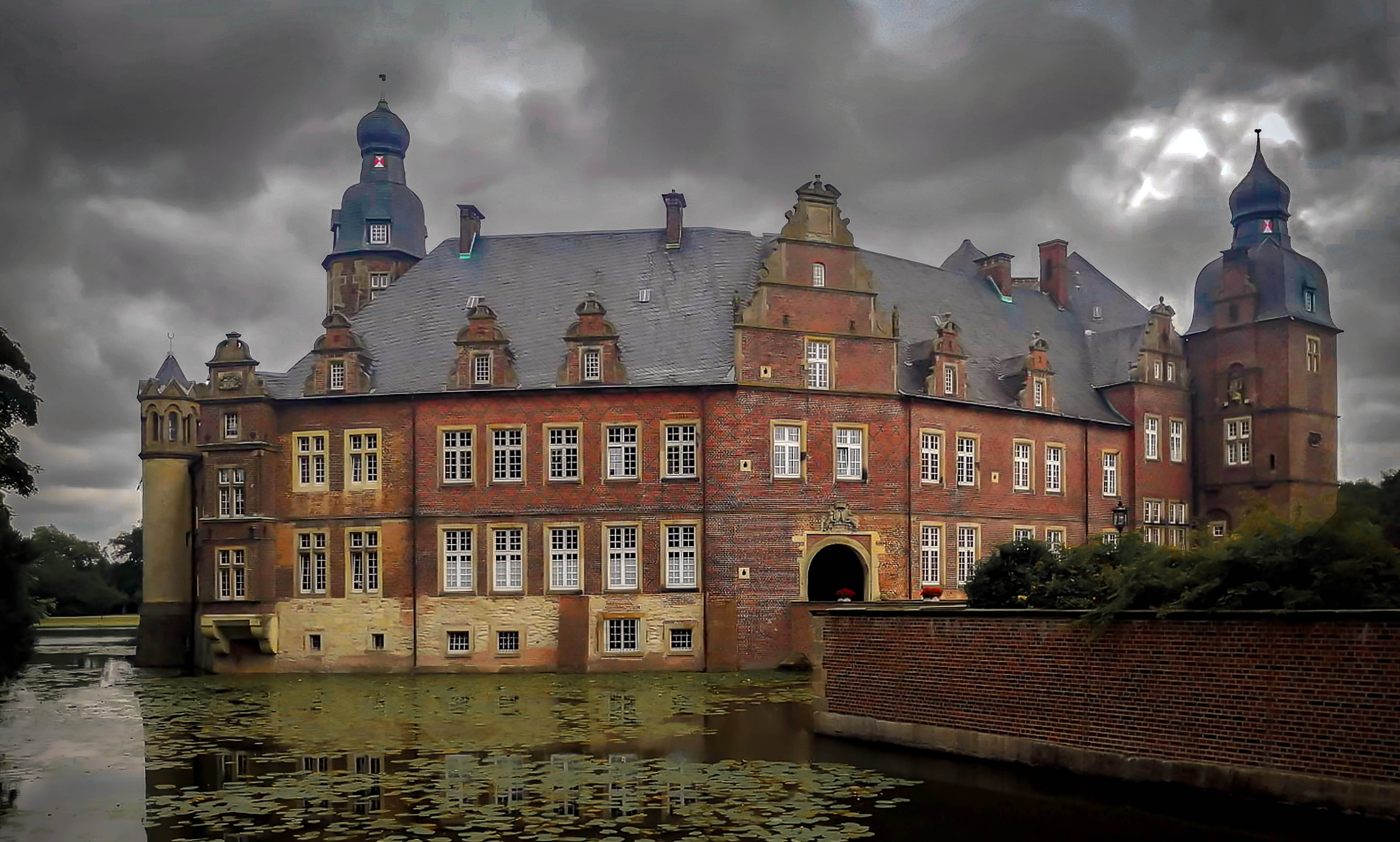
Вид замка с южной стороны
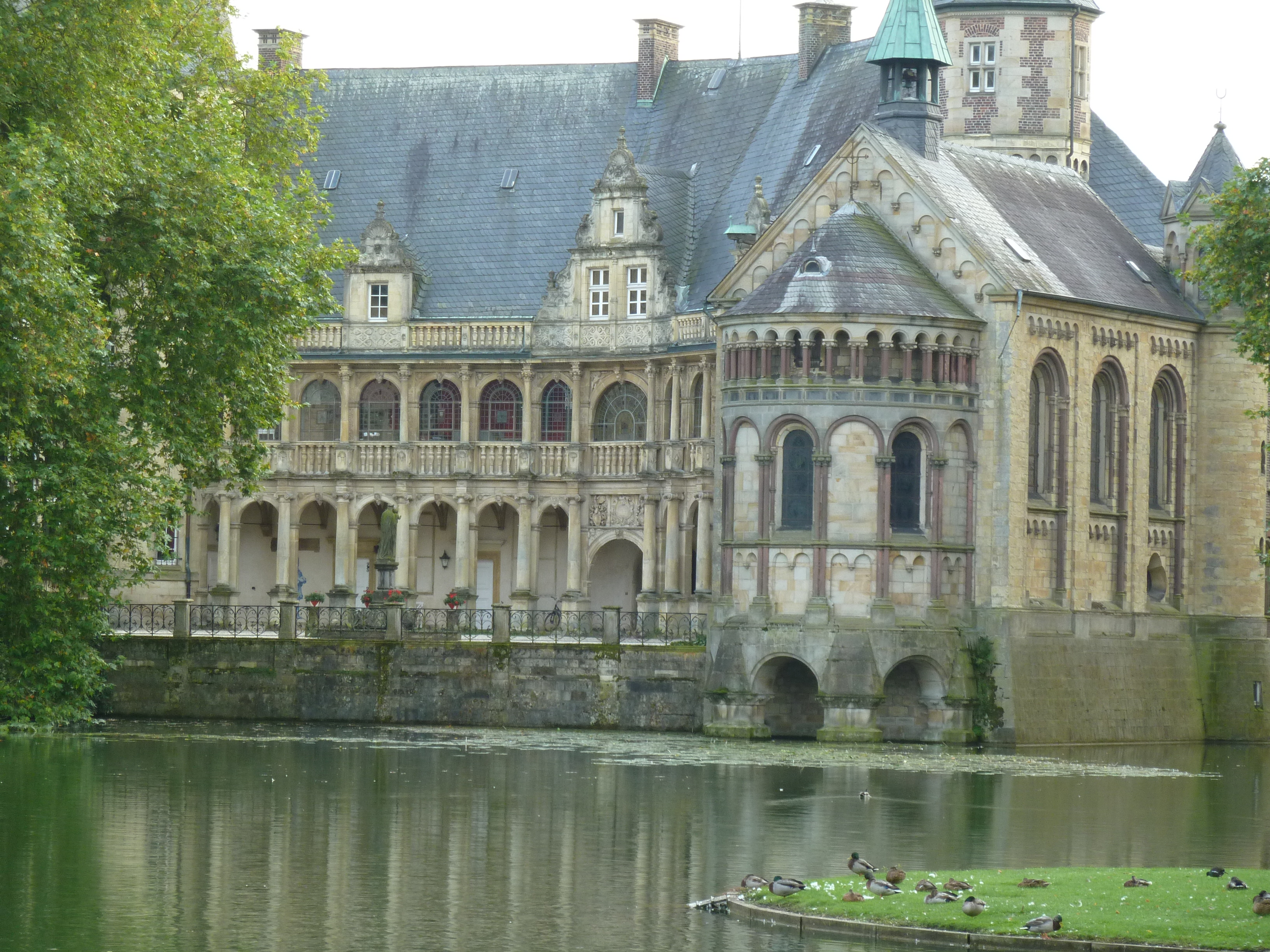
Замковая капелла
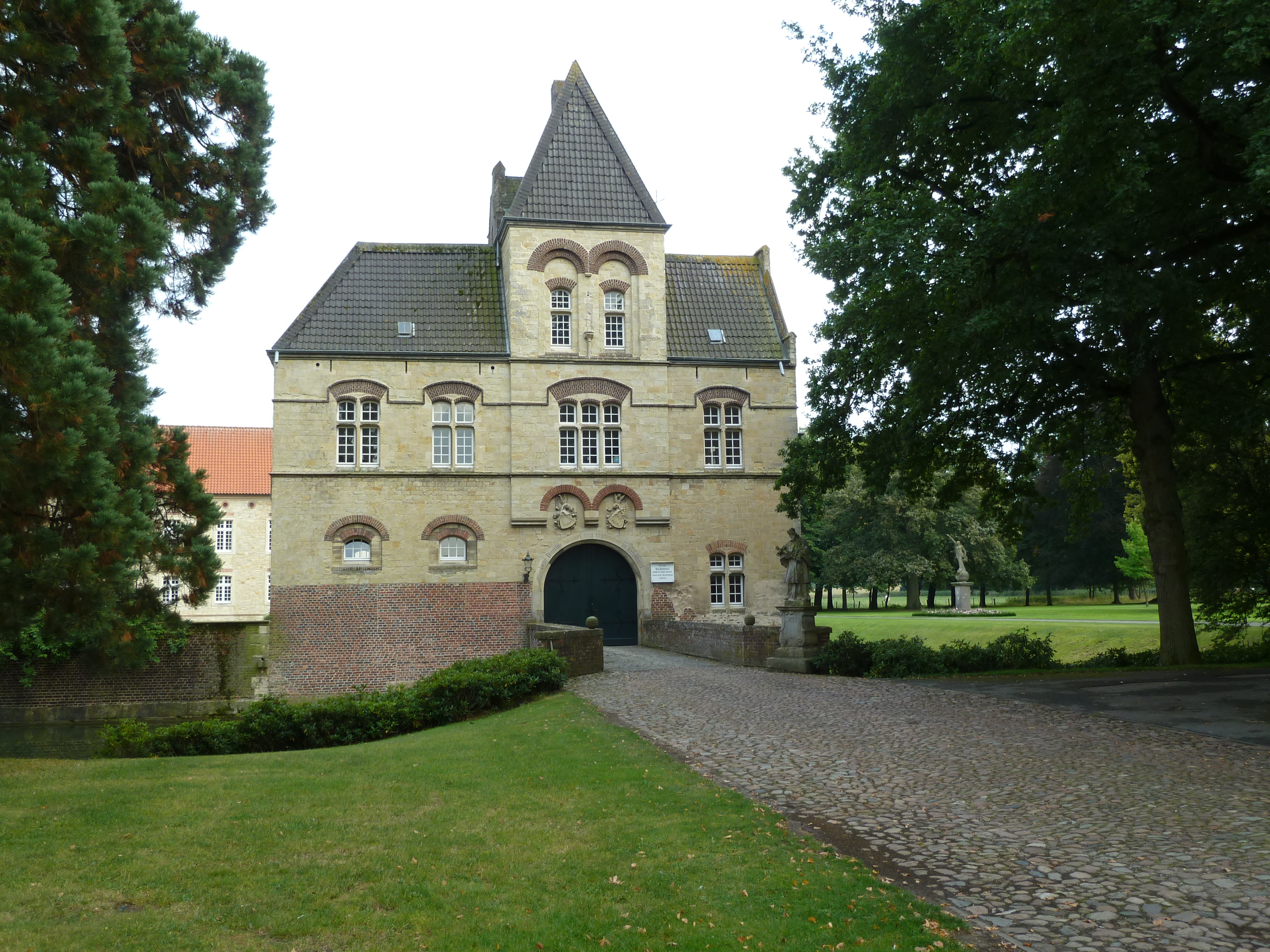
Ворота форбурга
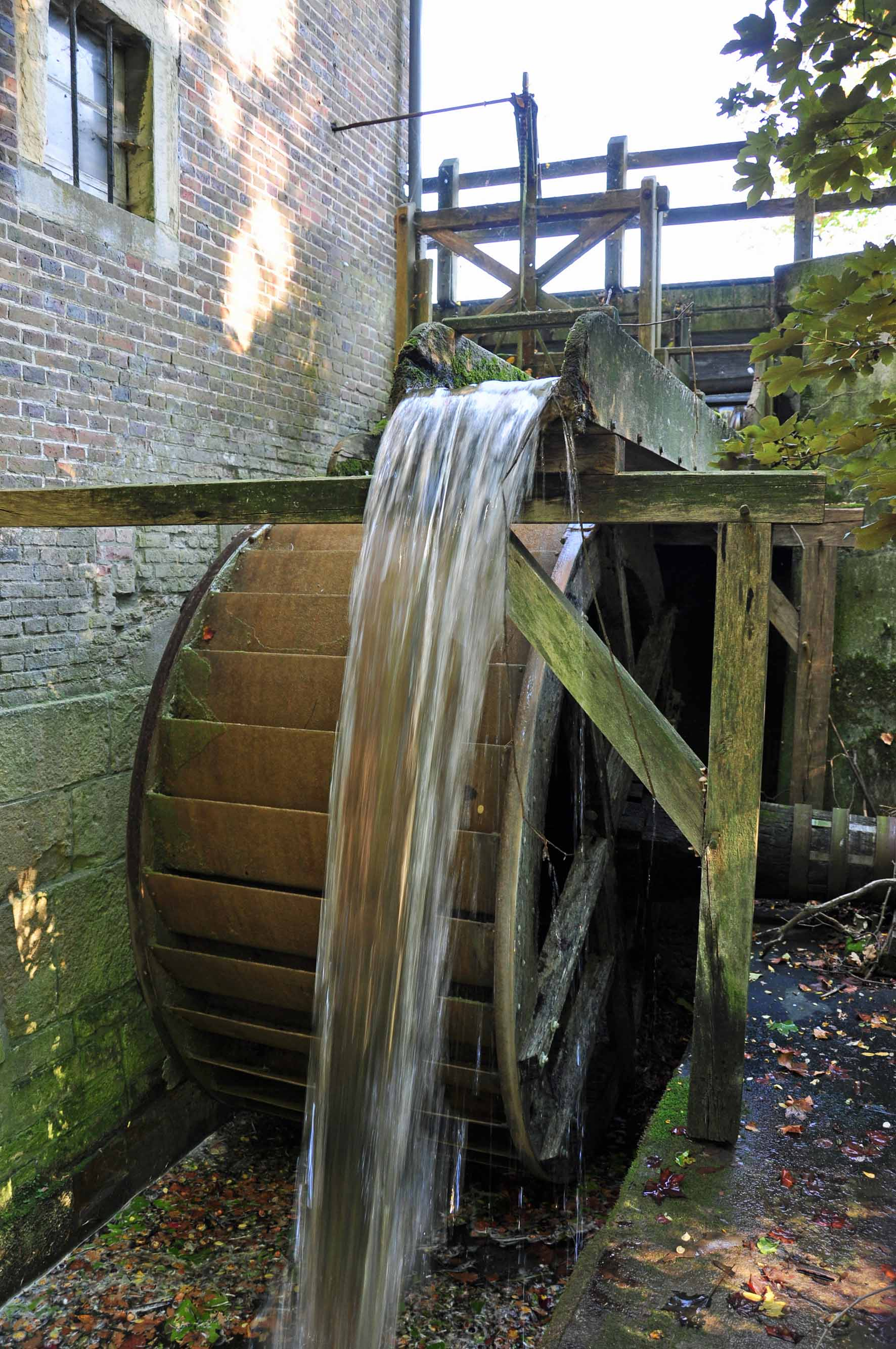
Колесо старинной мельницы
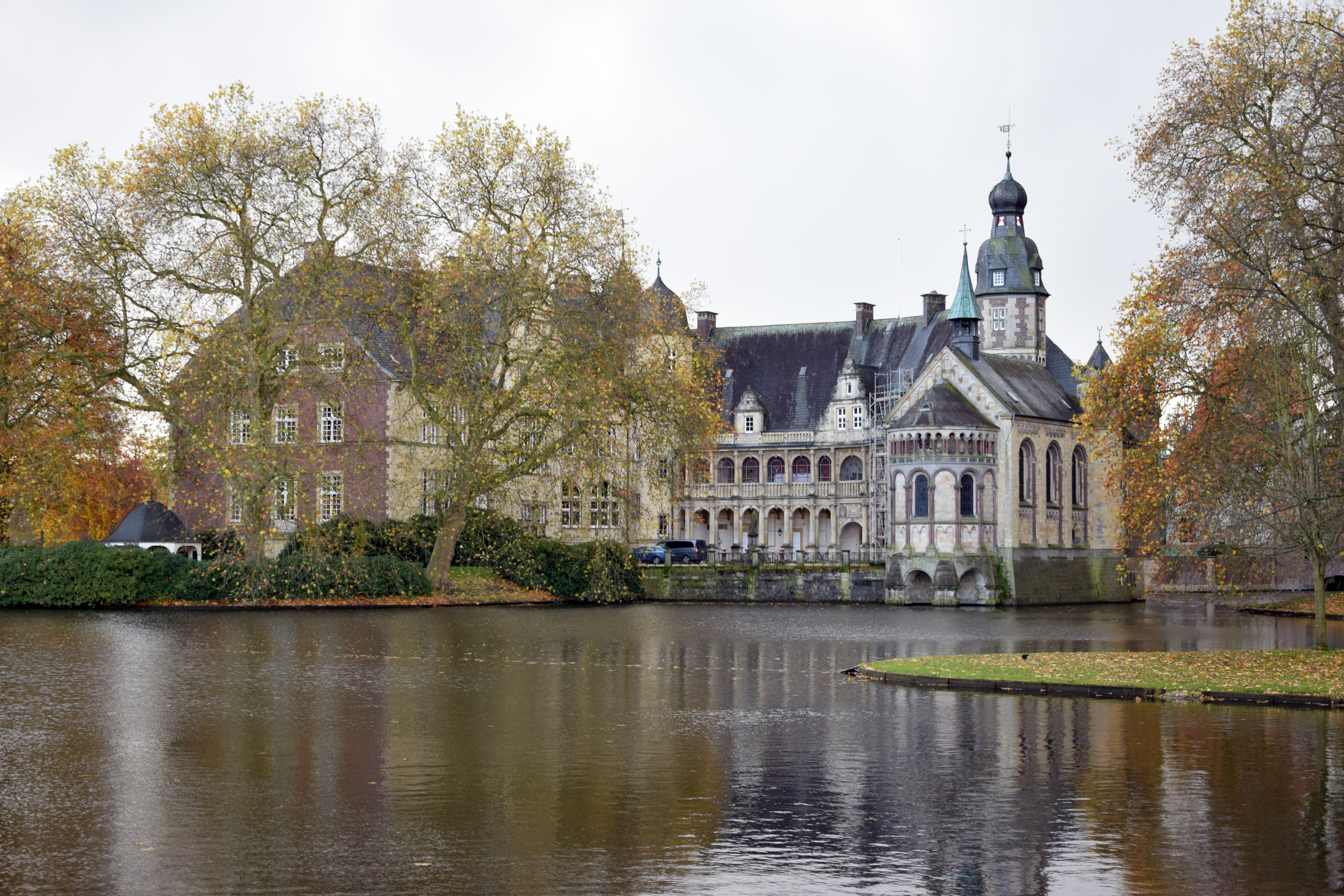
Вид замка с севера